# Oleksandr Berežnyj
Oleksandr Mykolajovyč Berežnyj (in ucraino Олександр Миколайович Бережний?, in russo Александр Николаевич Бережной?, Aleksandr Nikolaevič Berežnoj; Tkvarcheli, 8 dicembre 1957 – 23 maggio 2025) è stato un calciatore sovietico dal 1991 ucraino, di ruolo difensore.

## Carriera

### Club
Giocò nella prima divisione sovietica.

### Nazionale
Tra il 1976 ed il 1979 giocò 14 partite con la nazionale sovietica.

## Palmarès

### Club

#### Competizioni nazionali
- Campionato sovietico: 2

Dinamo Kiev: 1977, 1980
- Coppa dell'Unione Sovietica: 1

Dinamo Kiev: 1978